# Theridion adrianopoli
Theridion adrianopoli är en spindelart som beskrevs av Pencho Drensky 1915. Theridion adrianopoli ingår i släktet Theridion och familjen klotspindlar. Inga underarter finns listade i Catalogue of Life.